# Internationale Aiki Friedenswoche
Die Internationale Aiki Friedenswoche  (engl. International Aiki Peace Week, abgekürzt  IAPW) ist eine koordinierte weltweite Aktion von Aikidodojos und Kampfkunstschulen in zeitlicher Verbindung mit dem Internationalen Tag des Friedens der Vereinten Nationen (UNO). Mit einer Resolution der Generalversammlung der Vereinten Nationen (UN-Generalversammlung) aus dem Jahr 2001 wurde der 21. September jedes Jahres als Weltfriedenstag ausgerufen. Mit ihm soll die Idee des Friedens sowohl innerhalb der Länder und Völker als auch zwischen ihnen durch Aktionen von staatlichen und nichtstaatlichen Organisationen, von Bürgergruppen und Einzelpersonen gestärkt werden. Im Jahr 2010 beteiligten sich erstmals zahlreiche Aikidodojos aus vielen Ländern im Rahmen der neu ins Leben gerufenen Internationalen Aiki Friedenswoche mit eigenständigen Aktionen an diesen weltweiten Friedensaktivitäten.

## Ziele der Friedenswoche
Die Internationale Aiki Friedenswoche wird von Aikidopraktizierenden aus allen Ländern der Welt genutzt, um in zeitlicher Abstimmung mit dem UN Friedenstag Aikido als Friedenskunst mit seinem Potenzial zu Versöhnung, Mitgefühl und Gewaltlosigkeit in das Bewusstsein einer größeren Öffentlichkeit zu bringen. Die Ziele sind im Einzelnen:
1. Das friedensschaffende Potenzial von Aikido im Sinne seines Begründers Ueshiba Morihei weltweit zum Thema einer jährlich stattfindenden, zeitlich koordinierten Kampagne von Aikidopraktizierenden unabhängig von Organisationszugehörigkeit und stilistischer Ausrichtung zu machen.
2. Aiki-Methoden zur Friedensschaffung und Gewaltprävention praktisch zu erproben und über die Trainingsstätten hinaus in der Gesellschaft nutzbar zu machen.
3. Aikido als praktische Kunst des Friedens im öffentlichen Bewusstsein zu verankern.
4. Dazu beizutragen, Aikido zu einem wichtigen und in der Öffentlichkeit verstärkt wahrgenommenen Teil einer Friedenskultur zu machen.

## Geschichte

### Entstehung
Die Idee für die Internationale Aiki Friedenswoche (engl. International Aiki Peace Week) entwickelten die beiden Aikidomeister Paul Linden (Columbus/USA) und Bertram Wohak (München). Aiki Extensions (AE), eine internationale gemeinnützige Organisation von Aikidolehrern, die sich der Anwendung und Verbreitung von Aiki Prinzipien außerhalb des traditionellen Kampfkunsttrainings widmet, übernahm diese Idee und wurde zum Organisator der Internationalen Aiki Friedenswoche.

### Startjahr 2010
Die Internationale Aiki Friedenswoche fand erstmals im Jahr 2010 in der Woche vom 20.— 26. September statt. In diesem ersten Jahr beteiligten sich 340 Dojos aus 43 Ländern und unterschiedlicher Organisationszugehörigkeit mit jeweils eigenständigen Aktionen an der Internationalen Aiki Friedenswoche.

## Zitate
„Aiki Peace Week is an excellent idea.“

„Die Aiki Friedenswoche ist eine hervorragende Idee.“

„Es ist das Aikido, das überall Brücken baut und alle Menschen durch Harmonie und Liebe miteinander verbindet. Dennoch trainiere ich immer noch, denn ich will nicht nur Brücken bauen, sondern mich noch eingehender mit dem Kern des wahren Budo befassen. Die wahre Kampfkunst, die ich takemusu aiki nenne, umarmt alle Lebewesen in Liebe und arbeitet für den Frieden der ganzen Menschheit.“

„O-Sensei sprach oft über den Zustand der Welt. Er betete ständig, sorgte und kümmerte sich um globale Themen. Er beschäftigte sich damit, warum es soviel Tod, Kriminalität und Krieg gab. Vierundzwanzig Stunden, Tag für Tag, richtete er seinen Geist auf die Weltgemeinschaft, um sich mit ihr zu verbinden.“

„Those who think deeply about Aikido feel that they must participate in the establishment of a universal system of truth and justice. It is our duty to serve as messengers and guides for world peace and universal brotherhood.“

„Diejenigen, die tiefgründig über Aikido nachdenken empfinden die Verpflichtung, an der Errichtung eines universellen Systems von Wahrheit und Gerechtigkeit mitzuwirken. Es ist unsere Pflicht, als Boten und Führer für den Weltfrieden und universelle Brüderlichkeit zu dienen.“

„Aikido is meant to bring out the best in people, to lead us along the proper path. Its basis is Love. The purpose of Aikido is to help us fulfill our mission to bring peace and harmony to this world.“

„Aikido bedeutet, das Beste in Menschen zum Vorschein zu bringen und uns den rechten Weg zu führen. Seine Grundlage ist Liebe. Es ist der Zweck des Aikido, uns dabei zu helfen unseren Auftrag zu erfüllen, Frieden und Harmonie in die Welt zu bringen.“